# Кулиничи (Львовская область)
Кулиничи (укр. Кулиничі) — село в Добросинско-Магеровской сельской общине Львовского района Львовской области Украины.
Население по переписи 2001 года составляло 148 человек. Занимает площадь 7,51 км². Почтовый индекс — 80333. Телефонный код — 3252.